# CRC Pozuelo
Maillots
Actualités
Dernière mise à jour : 20 juin 2024.
Le CRC Pozuelo, est un club espagnol de rugby à XV situé à Pozuelo de Alarcón. Il est présidé par Javier Balmaseda et il évolue actuellement en division d'honneur, le plus haut échelon national. Fondé en 1963 sous le nom de Canoe Rugby Club Madrid, il est renommé Rugby Atlético de Madrid en 2012 après l'acquisition des droits du club pour trois ans par le club de football de l'Atlético de Madrid. Il accueille la franchise des Gatos de Madrid qui dispute la Liga Superiberica en mars 2009. Depuis la saison 2014, il joue de nouveau sous le nom de CRC Pozuelo.

## Histoire

### Origines
Le Canoe Rugby Club Madrid tient ses origines de l'ancien Canoe Natación Club, du quartier madrilène du Retiro, qui inaugure sa propre section de rugby en 1963. La majorité des joueurs proviennent du Club Argüelles, comme les internationaux Ignacio Corujo et Luís Jiménez Guitard, tandis que d'autres comme Javier Cortázar ou « Margarito » proveniennent eux respectivement du Club Casasola ou du propre Canoe.
Lors de la première saison du club, malgré les moyens limités dont il dispose, le CRC - Canoe Rugby Club - gagne la Copa del Generalísimo, qui correspond à l'actuelle Copa del Rey de Rugby (coupe du roi), en 1964. À partir de ce moment-là, des joueurs importants rejoignent le club tels que Luís Mocoroa ou Antonio Moreno - dit « Ulises » (Ulysse). Ils font du club le leader du rugby espagnol, jusqu'alors dominé par les équipes catalanes telles que la Santboiana ou le FC Barcelone. Ils parviennent à reconquérir le titre en 1966, 1970, 1971 et 1974, et gagnèrent la Coupe ibérique, disputée entre le champion d'Espagne et le champion du Portugal, en 1965 et en 1967. À ces succès s'ajoutent trois victoires d'affilée dans le Championnat d'Espagne, que le Canoe conquiert en 1971, 1972 et 1973.

### L'époque dorée
Les années 1980 ne sont pas remémorées pour les titres obtenus, ceux-ci se limitant à deux titres de finaliste de la Copa del Rey en 1981 et en 1988. Les tauliers de l'équipe de cette époque sont Enrique Uzquiano, José Egido - dit Yogui - et Fran Puertas, trois joueurs qui se distinguent aussi bien au rugby à XV qu'au rugby à sept, ce qui permet de développer cette discipline dans le club, qui y gagne plusieurs titres. Ce succès est obtenu grâce à ce qui est appelé la conexión vasca (la connexion basque), plusieurs joueurs du Pays Basque ayant été incorporé au Canoe, tels que les internationaux Chus Ruiz de Mendoza et Gonzalo Amunárriz.
Les années 1990 sont synonymes de descente du club en División de Honor B, et, pour la première fois de son histoire, l'apparition du premier joueur rémunéré. Il s'agit de Andrei Kovalenko, de Kiev (Ukraine). La qualité de son coup de pied ainsi que l'aide d'autres joueurs tels que Pedro Monzón, Javier Izquierdo, ou les frères José Antonio Barrio et Victor Barrio, permettent la remontée du club en División de Honor. C'est ainsi que commence l'époque dorée du club, qui obtient en 1999, avec Kovalenko comme demi d'ouverture et Francisco Puertas comme arrière, la qualification pour la seule Coupe du monde à laquelle a participé l'Espagne jusqu'ici. À cette époque, le CRC dispute les finales de la Copa del Rey des années 1998 et 1999, et gagne le championnat en 2000.
C'est au cours de l'été de cette même année, 1999, quand, pour raisons économiques, le Real Canoe cède l'équipe sénior de la section de rugby à l'Université complutense de Madrid, ce qui amène à la fondation du Club de Rugby Complutense, nom qui, une fois que la propre université se retire, devient Club de Rugby CRC Madrid, et plus tard l'actuel Club de Rugby CRC Pozuelo Madrid. Les années 2000 apportent au club les titres en Coupe en 2001, 2002, 2003, 2008 et 2009, de la Supercopa de España de Rugby en 2001, 2008 et 2009 et de la Coupe Ibérique en 2001.

### Le triplé
Lors de la saison 2008-2009, le club obtient à la fois le titre en Copa del Rey, en Supercopa et en championnat ; il mène également le projet de Madrid pour la Liga Superiberica, et conquiert par la même occasion le titre de celle-ci, disputé dans le stade madrilène du Rayo Vallecano. Treize joueurs du CRC sont convoqués en sélection espagnole, parmi lesquels Javier Canosa, Javier Salazar, Martín Heredia et Facundo Lavino. Le joueur qui reste le plus longtemps au sein du CRC est Fernando Cantalapiedra. Il occupe actuellement le poste de vice-président.
Lors de la saison 2009-2010, et malgré l'obtention la Supercopa de España, les résultats du CRC en championnat sont très décevants, en finissant en milieu de classement, et la situation économique du club l'oblige à descendre en División de Honor B, où il reste jusqu'en mars 2012 et la remontée en División de Honor à l'issue d'une saison où le club finit premier du groupe et remporte les playoff de montée face au Bera Bera.

### Nouvelle étape
Le retour en première division ouvre les portes au CRC pour porter les couleurs de l'Atlético de Madrid, grâce à l'accord entre le groupe Grupo Santa Mónica Sports (GSMS) et le club « colchonero » qui permit à l'entreprise de marketing sportif d'exploiter la marque Rugby Atlético de Madrid pour trois ans renouvelables. En même temps, GSMS achète les droits commerciaux du CRC, qui doit ainsi être renommée en Rugby Atlético de Madrid, une équipe formée par une majorité de joueurs du CRC, avec l'incorporation de jeunes joueurs espagnols et de trois renforts provenant du championnat argentin. Le CRC, de son côté, est chargé de la direction sportive de l'équipe, qui est gérée commercialement par GSMS.
Lors de la saison 2015-2016 du championnat d'Espagne le club finit 12e et dernier du classement et est relégué en deuxième division espagnole.

## Palmarès
- Vainqueur du Championnat d'Espagne : 1971, 1972, 1973, 2000, 2009[2]
- Vainqueur de la Coupe du Roi : 1964, 1966, 1970, 1971, 1974, 2001, 2002, 2003, 2008, 2009
- Vainqueur de la Supercoupe d'Espagne : 2001, 2008, 2009
- Vainqueur de la Coupe ibérique : 1965, 1967 et 2001.

## Personnalités du club

### Entraîneurs
- José Antonio Barrio (manager)
- Miguel Ángel Puerta (entraîneur principal)
- Diego Pérez (entraîneur des avants)
- Victor Barrio (entraîneur des trois-quarts)

### Effectif 2015-2016
| Nom                      | Poste            | Naissance | Nationalité sportive |
| ------------------------ | ---------------- | --------- | -------------------- |
| Javier Gonzalez          | Pilier           | -         | Espagne              |
| Marcos Nodrid            | Pilier           | -         | Espagne              |
| Tristan Edward Healy     | Pilier           | -         | Nouvelle-Zélande     |
| Gonzalo Vazquez          | Pilier           | -         | Espagne              |
| Antonio José Llamas      | Pilier           | -         | Espagne              |
| Fernando Gonzalez        | Pilier           | -         | Espagne              |
| Daniel Narvaez           | Pilier           | -         | Espagne              |
| Pablo Gallego            | Talonneur        | -         | Espagne              |
| David Soler              | Talonneur        | -         | Espagne              |
| Ignacio Lopez-Quesada    | Talonneur        | -         | Espagne              |
| Javier Perez             | Talonneur        | -         | Espagne              |
| Jose Joaquin Mollinedo   | 2e Ligne         | -         | Espagne              |
| Alejandro Garcia         | 2e Ligne         | -         | Espagne              |
| Jaime Togores            | 2e Ligne         | -         | Espagne              |
| Bernardo Benshimol       | 2e Ligne         | -         | Espagne              |
| Telmo Romero             | 2e Ligne         | -         | Espagne              |
| Miguel Danes             | 2e Ligne         | -         | Espagne              |
| Paul Lorenz Gehrig       | 2e Ligne         | -         | Espagne              |
| Alexander von Kursell    | 2e Ligne         | -         | Espagne              |
| Jose Tejera              | 3e Ligne         | -         | Espagne              |
| Zachary James Taylor     | 3e Ligne         | -         | Espagne              |
| Santiago Fernando Ojeda  | 3e Ligne         | -         | Espagne              |
| Miguel Ramirez           | 3e Ligne         | -         | Espagne              |
| Arturo Brasca            | 3e Ligne         | -         | Espagne              |
| Manawanui Jean Williams  | 3e Ligne         | -         | Nouvelle-Zélande     |
| Carlos Delgado           | Demi de mêlée    | -         | Espagne              |
| Santiago Lobejon         | Demi de mêlée    | -         | Espagne              |
| Jose Lerin               | Demi de mêlée    | -         | Espagne              |
| Miguel Angel Fernandez   | Demi d'ouverture | -         | Espagne              |
| Borja Vera               | Demi d'ouverture | -         | Espagne              |
| Borja Sanz               | Demi d'ouverture | -         | Espagne              |
| Jaime Mata               | Demi d'ouverture | -         | Espagne              |
| Joshua Marcus Taylor     | Centre           | -         | Espagne              |
| Daniel Barrero           | Centre           | -         | Espagne              |
| Javier Canosa            | Centre           | -         | Espagne              |
| Francisco Cloppet        | Centre           | -         | Espagne              |
| Marcos Ignacio Hidalgo   | Centre           | -         | Espagne              |
| Ignacio Vazquez          | Centre           | -         | Espagne              |
| Daniel Fernandez-Manchon | Centre           | -         | Espagne              |
| Rafael de Santiago       | Ailier           | -         | Espagne              |
| Joaquin Vazquez          | Ailier           | -         | Espagne              |
| Mateo Miguel Ariño       | Ailier           | -         | Espagne              |
| Carlos Molina            | Ailier           | -         | Espagne              |
| Jose Maria Pelufo        | Ailier           | -         | Espagne              |
| Marco Casasnovas         | Ailier           | -         | Espagne              |
| Adrien Peres             | Arrière          | -         | France               |